# Брасово
Брасово (рос. Брасово) — село у Брасовському районі Брянської області Росії. Входить до складу муніципального утворення Брасовське сільське поселення.
Населення — 1448 осіб.

## Географія
Розташоване за 3 км на північний схід від районного центру — селища Локоть.
Є єдиним населеним пунктом Брасовського сільського поселення.
За 2 км на захід від села — однойменна залізнична станція на лінії Брянськ — Льгов.

### Клімат
| Клімат Брасового                                    | Клімат Брасового | Клімат Брасового | Клімат Брасового | Клімат Брасового | Клімат Брасового | Клімат Брасового | Клімат Брасового | Клімат Брасового | Клімат Брасового | Клімат Брасового | Клімат Брасового | Клімат Брасового | Клімат Брасового |
| Показник                                            | Січ.             | Лют.             | Бер.             | Квіт.            | Трав.            | Черв.            | Лип.             | Серп.            | Вер.             | Жовт.            | Лист.            | Груд.            |                  |
| Середній максимум, °C                               | −5               | −4,4             | 0,3              | 10,8             | 18,9             | 22,5             | 23,9             | 22,8             | 16,9             | 9,8              | 2,0              | −2               |                  |
| Середня температура, °C                             | −8,3             | −7,8             | −3,2             | 6,2              | 13,5             | 17,1             | 18,7             | 17,4             | 12,0             | 6,0              | −6               | −4,8             |                  |
| Середній мінімум, °C                                | −11,5            | −11,2            | −6,6             | 1,7              | 8,1              | 11,8             | 13,6             | 12,0             | 7,1              | 2,2              | −3,1             | −7,5             |                  |
| Норма опадів, мм                                    | 36               | 29               | 33               | 40               | 50               | 68               | 80               | 69               | 53               | 46               | 46               | 44               |                  |
| --------------------------------------------------- | ---------------- | ---------------- | ---------------- | ---------------- | ---------------- | ---------------- | ---------------- | ---------------- | ---------------- | ---------------- | ---------------- | ---------------- | ---------------- |
| Джерело: http://en.climate-data.org/location/32706/ |                  |                  |                  |                  |                  |                  |                  |                  |                  |                  |                  |                  |                  |

## Історія
На південній околиці села виявлено залишки поселення епохи бронзи. Давнє сіверське поселення.
Село вперше згадується в Литовській Метриці під 1496 роком. В той час належало до Литовсько-Руської держави. Згодом завойоване Московською державою.
У 16 столітті — в складі П'яннівської волості Брянського повіту, з 1570-х рр. — становий центр Комарицької волості (з 1636 — у складі Севського повіту). У 1638 згадується як один з пунктів подорожі ігумена Афанасія Берестейського.
Церква Святителя Василя Великого в Брасово згадується з 1628 року. В цей час вона була дерев'яною. Частково збереглася кам'яна церква 1780 року, значно спотворена за радянських часів.

### 18-19 століття
З 1741 року Брасово стає центром володінь Апраксиних (звідси інша назва — Апраксин).
У 1778—1782 входило в тимчасово утворений Луганський повіт у складі Орловського намісництва. З 1861 по 1929 роки — центр Брасовської (Апраксінської) волості, найбільше село Севського повіту (понад 3 тис. жителів).
З 1882 — у володінні великих князів Романових: спочатку Георгія Олександровича, а потім його брата, Михайла Олександровича. Зберігся опис села:
|  | Незважаючи на втрату ряду споруд, це один з небагатьох збережених на Брянщині садибних комплексів періоду еклектики останньої третини 19 ст., що включає характерну для маєтків цього часу розвинену господарську частину. Основу планування садиби становив великий парк з геометрично чіткою системою побудови, з характерними двома взаємно перпендикулярними парковими алеями. Головна, довга березова алея (нині вулиця села) йшла від будинку-палацу до залізничної станції Брасово. Інша, липова алея вела в південно-західну частину парку до кінного заводу і далі до винокурні. Провідну роль в комплексі грав двоповерховий палац з двома напівкруглими пандусами, які охоплюють майданчик перед ним з круглим фонтаном в центрі (будівля згоріла під час Великої Вітчизняної війни). Від будинку ступенями терас територія спускалася до нижнього парку з розвиненою системою ставків, нині в основному зарослих. На великій галявині стоїть будинок архітектора, звернений фасадом до одного зі ставків. У парку, що складався з місцевих порід дерев і кущів, виділялися нечисленні екзотичні рослини; в його склад були включені також окремі ділянки природного лісу. Оригінальний текст (рос.) Несмотря на утрату ряда сооружений, это один из немногих сохранившихся на Брянщине усадебных комплексов периода эклектики посл. трети 19 в., включающий характерную для имений этого времени развитую хозяйственную часть. Основу планировки усадьбы составлял обширный парк с геометрически четкой системой построения, определявшейся двумя взаимно перпендикулярными парковыми аллеями. Главная, длинная березовая аллея (ныне улица села) шла от дома-дворца к железнодорожной станции Брасово. Другая, липовая аллея вела в юго-западную часть парка к конному заводу и далее к винокуренному. Ведущую роль в комплексе играл двухэтажный дворец с двумя полукруглыми пандусами, охватывающими площадку перед ним с круглым фонтаном в центре (здание сгорело во время Великой Отечественной войны). От дома ступенями террас территория спускалась к нижнему парку с развитой системой прудов, ныне в основном заросших. На большой поляне стоит дом архитектора, обращенный фасадом к одному из прудов. В парке, состоявшем из местных пород деревьев и кустарника, выделялись немногочисленные экзотические растения; в его состав были включены также отдельные участки естественного леса. |

Інтер'єри садиби зобразив художник Станіслав Жуковський.
У 1874 році в селі була відкрита земська школа.

### 20 століття
До початку XX століття в селі були розвинені численні ремесла (виробництво сукна, головних уборів, меблів, дерев'яного посуду та ін.) та ярмаркова торгівля.
У 1929—1931 роках село було адміністративним центром Брасовського району; район зберіг свою назву до теперішнього часу.

## Населення
За найновішими даними, населення — 1448 осіб (2016).
У минулому чисельність мешканців була такою:
|               | 1707 | 1782 | 1816 | 1850 | 1866 | 1894 | 1926 | 1979 | 1989 | 2002 | 2009 | 2015 |
| ------------- | ---- | ---- | ---- | ---- | ---- | ---- | ---- | ---- | ---- | ---- | ---- | ---- |
| Число жителів | 300  | 796  | 933  | 1669 | 2003 | 2890 | 3260 | 2195 | 1920 | 1675 | 1465 | 1471 |

З села Брасово походить рід Лебедєвих, предків дизайнера Артемія Лебедєва, Згідно з інформацією, що її Артемій опублікував в своєму блозі, рід Лебедєвих має українське коріння. в ревізії 1816-го року його прямий предок числився малоросіянином в с.Брасово Севського повіту Орловської губернії

### Релігія
В селі є парафія Російської Православної Церкви святого Василія Великого. Належить до Брасовського благочиння Брянської єпархії.

## Пам'ятки
В селі є православна церква святого Василія Великого (1778—1780). Це кам'яна церква, закладена у 1778 році на кошти флігель-ад'ютанта полковника Київського піхотного полку С. С. Апраксина замість колишньої, дерев'яної. Закінчено у 1780-х роках. Будував її, згідно з текстом заставної дошки, А. Морозов — кріпак архітектор графа Ф. А. Апраксина. Це один з небагатьох збережених садибних храмів Брянщини в стилі раннього класицизму.
До теперішнього часу збереглися ряд житлових і господарських будівель (кінець XVIII — початок XX ст.) Колишнього графського маєтку з кам'яним садибних храмом (1778—1780).
Також споруджено пам’ятник невідомому солдату на вшанування учасників німецько-радянської війни.